# Sunday Best
Sunday Best is een nummer van het Amerikaanse electropopduo Surfaces, dat bestaat uit Forrest Frank en Colin Padalecki. Het nummer werd uitgebracht op het tweede album van het duo Where the Light Is op 8 januari 2019. Het nummer werd opnieuw uitgebracht als eerste single van Surfaces op hun derde album Horizons op 28 februari 2020. De muziekvideo van het nummer is uitgebracht op 11 juli 2019 en het laat zien dat het duo een saai kantoor verandert in een feestlocatie. Het nummer werd eind februari 2020 populair door het online videodeelplatform TikTok vanwege de tekst "Feeling good, like I should"., voordat het begin maart 2020 werd uitgebracht voor radio-airplay. Het nummer haalde de top 40 in Australië, Canada, Noorwegen, Ierland, Nieuw-Zeeland en het Verenigd Koninkrijk, evenals de top 100 in de Verenigde Staten, Zwitserland, Duitsland en Zweden.

## Live optredens
Surfaces maakten hun televisiedebuut toen ze het nummer uitvoerden op 2 maart 2020 tijdens Late Night with Seth Meyers.